# Khashayar Farmanbar
Khashayar Farmanbar (ur. 21 września 1976 w Teheranie) – szwedzki polityk i przedsiębiorca irańskiego pochodzenia, działacz Szwedzkiej Socjaldemokratycznej Partii Robotniczej, od 2021 do 2022 minister.

## Życiorys
W Szwecji osiedlił się, gdy miał 12 lat, dorastał w miejscowości Boden. Absolwent Uniwersytetu Technicznego w Luleå, ukończył informatykę i marketing przemysłowy. Zawodowo związany z sektorem IT, w latach 2002–2013 był prezesem współtworzonej przez siebie firmy Agency9, przejętej później przez Bentley Systems. Był też organizatorem ślubów w emitowanym przez SVT programie telewizyjnym Gift vid första ögonkastet.
Działacz Szwedzkiej Socjaldemokratycznej Partii Robotniczej, w drugiej połowie lat 90. kierował regionalnymi strukturami Ligi Młodych Szwedzkiej Socjaldemokracji. W 2013 został radnym gminy Nacka.
W listopadzie 2021 w nowo powołanym rządzie Magdaleny Andersson objął urząd ministra energii i cyfryzacji, stanowisko to zajmował do października 2022.